# 范塞尔格月坑
范塞尔格月坑（Van Serg）是月球表面的一处地质特征，一座位于陶拉斯-利特罗谷中的陨石坑。1972年阿波罗17号任务期间，宇航员尤金·塞尔南和哈里森·施密特曾实地考察过它，它被指定为9号科考点。
范塞尔格月坑西北是莎士比亚月坑、东北为科奇斯月坑和位于蚀山群脚下的8号科考点，往南是歇洛克月坑，而西南则是阿波罗17号着陆点以及更大的卡米洛特月坑。
该陨坑由宇航员取名自哈佛大学地质学教授“休·麦金斯特里”（Hugh McKinstry），他有时用笔名“尼古拉斯·范塞尔格”发表讽刺文学。曾在哈佛大学就读并任教的作曲家、幽默作家及学者”汤姆·莱勒“（Tom Lehrer）认为，麦金斯特里所用笔名是受了哈佛“范塞尔格大楼”的启发，该大楼的取名源于其最初目的：“退伍军人管理局(VA)、海军科学(NS)、电子研究(ER)及毕业生(G)餐厅”。

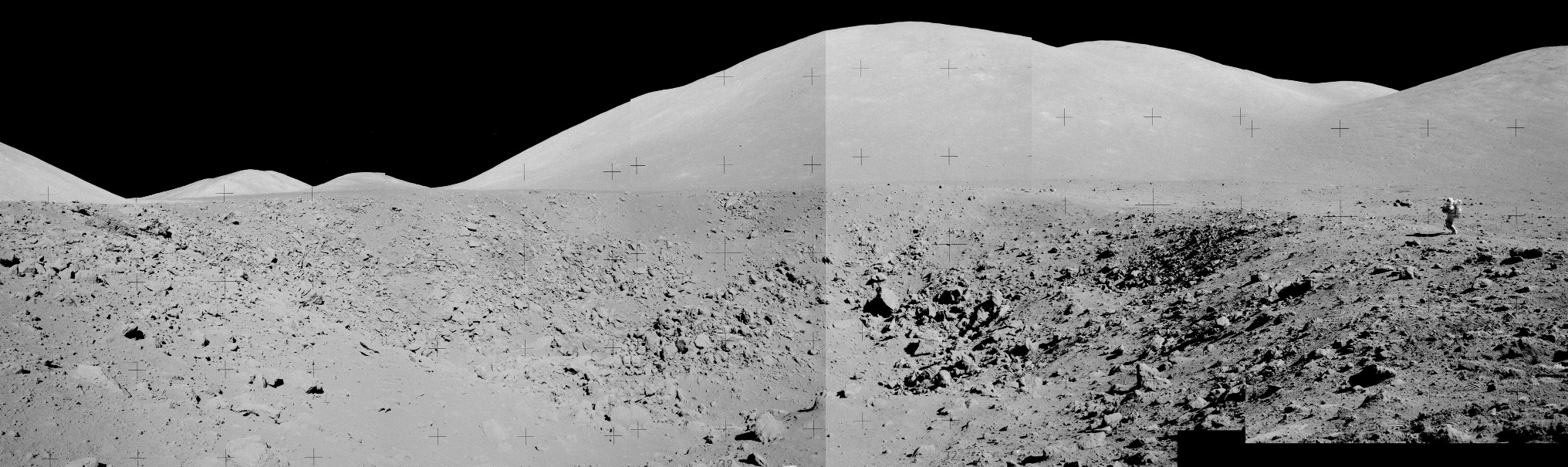
范塞尔格月坑，右边是尤金·塞尔南，北丘位于地平线上。

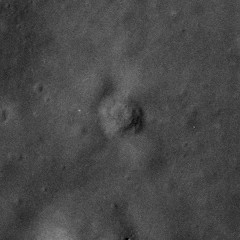
阿波罗17号全景相机照片